# Георги Гурджиев
Георги Иванович Гурджиев (арменски: Գեորգի Գյուրջիև, гръцки: Γιώργος Γεωργιάδης, руски: Георгий Иванович Гурджиев) е философ, мистик, учител по свещени ритуални танци и духовен учител от гръцко-арменски произход.

## Биография
Роден е на 13 януари 1866 г. в Гюмри, Руска империя. Известен е с въвеждането на термина „Работата“, който според неговите принципи и инструкции се отнася до работа върху самия себе си, или както той по-рано го нарича – „Четвъртият Път“.
Като част от учението си, през различни периоди от живота си, той формира и разпуска няколко училища по света. Твърди, че учението, което е донесъл на Запада, произтичащо от неговите собствени преживявания и пътувания, изразява истината, която може да бъде открита в древни религии и мъдри учения, отнасящи се до себеопознанието на човека и мястото на човечеството във Вселената.
Неговото учение може да бъде обобщено под името на третата му книга „Животът е реален само тогава, когато съм“. Пълното издание на неговите книги се нарича „Цялото и всичкото“.
Умира на 29 октомври 1949 г. в Ньой сюр Сен, Франция.

## Идеи
Гурджиев смята състоянието, в което хората се намират за сън, в който те са несъзнавани автомати. „Човекът живее в сън и в сън умира“ Въпреки това Гурджиев смята, че е възможно човек да се събуди и да осъзнае живота по-пълно.